# XR-9 (航空機)
XR-9
XR-9B
- 用途：連絡機
- 分類：ヘリコプター
- 設計者：G&A エアクラフト、アメリカ陸軍航空軍
- 製造者：ファイアストン・エアクラフト
- 運用者：アメリカ陸軍航空軍
- 初飛行：1946年3月
- 生産数：2機
- 運用状況：退役

XR-9は、アメリカ合衆国のヘリコプター。2機が製造されたに留まった。

## 開発
XO-61を納入したG&A エアクラフト（元ピトケアン・エアクラフト。1943年にファイアストンが買収）は、アメリカ陸軍航空軍の航空技術業務部と共同で社内呼称GA-45B、制式名称XR-9として、1人乗りのヘリコプターを開発していた。機体はポッドとテイルブームで構成され、降着装置は固定式のタイヤ3つであり、メインローターは3枚、テイルローターは2枚であった。エンジンは出力126馬力のライカミング XO-290-5を採用していた。メインローターを2枚としたXR-9A（GA-45C）の構想もあったが、両者は共に製造されることは無かった。
1946年、G&A エアクラフトはファイアストン・エアクラフトに改名。GA-45Cの設計を見直し、メインローターを3枚に戻しタンデム配置の複座としたXR-9Bは、エンジンに134馬力のライカミング O-290-7を使用して3月に初飛行したが、このXR-9Bが1946年にアメリカ陸軍航空軍が最初に購入した機体となった。
民間市場が広がると予想したファイアストンは、一般市場向けにGA-45Dを開発した。これはエンジン出力を150馬力に上げ、内部に余裕のある並列複座に変更したものである。1946年にクリーブランドで開催されたナショナル・エア・レースでデモンストレーションを行っている。さらに、4人乗りでテイルローターを2基にしたGA-50、XR-14も構想された。しかし、個人用ヘリコプターは高価すぎて現実の市場としては小さなものであった。ファイアストンは航空機開発から撤退し、試作機2機で生産は終了した。

## 型式
- GA-45B：単座、メインローター3枚。計画のみ。
- GA-45C：単座、メインローター2枚。計画のみ。
- GA-45C改：タンデム複座、メインローター3枚。軍用型のXR-9Bを1機製造。
- GA-45D：並列複座、1機製造。
- GA-50：4人乗りの民間型。キャンセル。
- XR-9：GA-45B軍用型。計画のみ。
- XR-9A：GA-45C軍用型。計画のみ。
- XR-9B：GA-45C改良型。タンデム複座、1機製造。1948年にXH-9Bに改称。
- XR-14：4人乗りの軍用型。キャンセル。

## 要目
- 乗員：2
- 全長：27フィート（8.23m）
- メインローター直径：28フィート（8.53m）
- 全高：8フィート6.5インチ（2.6m）
- 有効搭載量：1,750ポンド（794kg）
- エンジン：ライカミング O-290-7 135馬力
- 巡航速度：80マイル/時（129km/時）
- 実用上昇限度：10,000フィート（3,050m）

出典:The Illustrated Encyclopedia of Aircraft (Part Work 1982-1985)